# Reinhard Jellen
Reinhard Jellen (* 1967) ist ein deutscher Journalist und Autor.

## Leben und Wirken
Jellen studierte von 1992 bis 1998 Philosophie, Neue deutsche Literatur und Soziologie an der Ludwig-Maximilians-Universität München und ist als freier Journalist (Telepolis, junge Welt) tätig. Darüber hinaus ist er Northern Soul-DJ. Jellen gründete Ende der 1980er Jahre das Soul-Fanzine Heart and Soul.

## Schriften
- mit Manuel Knoll, Markus Neeser, Bernhard Schindlbeck, Sibylle Weicker: Globalisierung als Entwicklungslogik eines Systems. Die Aktualität der ökonomischen Theorie von Karl Marx. In: Widerspruch – Münchner Zeitschrift für Philosophie. Nr. 31 (1998), S. 11–34
- Enthemmte Wirtschaft: Krisen, Politik und Grenzen der Demokratie. Heise Verlag, 2012, eBook
- Wissen ohne Relevanz: Philosophen über Leben und Technik. Heise Verlag, 2015, eBook
- Pop-Marxismus: Nachrichten aus der Weltgeist-Zentrale. Mangroven Verlag, 2017, ISBN 978-3946946052
- „Eine Arbeitswelt inszenieren, in der sich Sklaverei wie Freiheit anfühlt“: Berthold Seliger über Popkultur und „Kreativwirtschaft“ als Gentrifizierung. In: Telepolis. 9. März 2014 (Interview mit Berthold Seliger).